# Хрисостом Хадзиставру
Хрисостом ІІ, архиепископ на Атина и цяла Гърция (на гръцки: Χρυσόστομος) е гръцки духовник, митрополит на Цариградската патриаршия и на Църквата на Гърция, неин предстоятел от 1962 до 1967 година.

## Биография
Роден е с името Темистоклис Хадзиставру (Θεμιστοκλής Χατζησταύρου) в 1880 година в малоазиатския град Айдън. Учи в гимназията на Самос и Семинарията на Халки. При избухването на Гръцко-турската война в 1897 година бяга в Атина и неуспешно се опитва да се зачисли доброволец. Завършва семинарията и в 1902 година и следва право в Лозана.
При завръщането си е ръкоположен за дякон от митрополит Хрисостом Драмски. В Драмската митрополия Хрисостом е основен организатор на гръцката въоръжена пропаганда в Драмско - поддържа тайни връзки с Атина и участва в организацията на действията на гръцките чети. Задочно е осъден на 4 години затвор от военния съд в Солун. Бяга с помощта на Патриаршията и се връща след всеобщата амнистия при Младотурската революция в 1908 година.
В 1910 година е хиротонисан за тралски епископ, викарий на смирненския митрополит. В 1913 година поема катедрата във Филаделфия. Във Филаделфия е осъден на смърт от султанския наместник Рахми бей и е спасен едва след енергично вмешателство. От 1922 година е ефески митрополит. След разгрома на Смирна и смъртта на покровителя му, Хрисостом бяга в Гърция с помощта на британски военни. Избран е за родоски митрополит, но италианските власти не му позволяват да отиде на острова и Хрисостом става берски митрополит. Шест месеца по-късно е преместен в новообразуваната Филипийска митрополия.
В 1962 година става атински архиепископ. На 11 май 1967 година след Априлския преврат архиепископ Хрисостом е свален от престола под натиска на новото военно правителство. Умира на 9 юни 1968 година. Погребан е в Първото атинско гробище.